# Fotbollallsvenskan 2013
|  | Denne artikel eller sektion om sport er forældet eller ikke opdateret. Se artiklens diskussionsside eller historik. |

Allsvenskan 2013 var den 89. udgave af Allsvenskan siden den blev oprettet i 1924. Kampeprogrammet for 2013-sæsonen blev udgivet den 14. december 2012. Sæsonen startededen 31. marts 2013 og er planlagt til at slutte den 3. november 2013. IF Elfsborg er de forsvarende mestre, da de vandt deres sjette titel i den forrige sæson.
I alt deltager 16 hold i ligaen; 13 hold er gengangere fra Allsvenskan 2012 og tre er rykket op fra Superettan.

## Hold

### Stadions og lokationer
| Hold              | Lokation    | Stadion                                | Underlag1 | Stadionkapacitet1 |
| ----------------- | ----------- | -------------------------------------- | --------- | ----------------- |
| AIK               | Stockholm   | Friends Arena                          | Naturlig  | 54.000            |
| BK Häcken         | Göteborg    | Rambergsvallen                         | Naturlig  | 7.000             |
| Djurgårdens IF    | Stockholm   | Stockholm Stadion (Until 30 June 2013) | Naturlig  | 14.417            |
| Djurgårdens IF    | Stockholm   | Tele2 Arena (fra. 21. juli 2013)       | Kunstig   | 30.000            |
| Gefle IF          | Gävle       | Strömvallen                            | Kunstig   | 7.200             |
| Halmstads BK      | Halmstad    | Örjans Vall                            | Naturlig  | 15.500            |
| Helsingborgs IF   | Helsingborg | Olympia                                | Naturlig  | 16.500            |
| IF Brommapojkarna | Stockholm   | Grimsta IP                             | Kunstig   | 8.000             |
| IF Elfsborg       | Borås       | Borås Arena                            | Kunstig   | 16.899            |
| IFK Göteborg      | Göteborg    | Gamla Ullevi                           | Naturlig  | 18.900            |
| IFK Norrköping    | Norrköping  | Idrottsparken                          | Kunstig   | 17.234            |
| Kalmar FF         | Kalmar      | Guldfågeln Arena                       | Naturlig  | 12.182            |
| Malmö FF          | Malmö       | Swedbank Stadion                       | Naturlig  | 24.000            |
| Mjällby AIF       | Mjällby     | Strandvallen                           | Naturlig  | 7.500             |
| Syrianska FC      | Södertälje  | Södertälje Fotbollsarena               | Kunstig   | 6.400             |
| Åtvidabergs FF    | Åtvidaberg  | Kopparvallen                           | Kunstig   | 8.000             |
| Östers IF         | Växjö       | Myresjöhus Arena                       | Naturlig  | 12.000            |

- 1 I følge hver enkelt klubs informationsside på det svenske fodboldforbunds hjemmeside for Allsvenskan.[6]

### Personale og trøjer
Note: Flag indikerer at landshold er blevet defineret under FIFA's regler. Spillere og trænere kan have mere en end en ikke-FIFA nationalitet.
| Hold              | Cheftræner1        | Anfører             | Tøjsponsor | Hovedsponsor                 |
| ----------------- | ------------------ | ------------------- | ---------- | ---------------------------- |
| AIK               | Andreas Alm        | Daniel Tjernström   | Adidas     | Åbro                         |
| BK Häcken         | Peter Gerhardsson  | Mohammed Ali Khan   | Nike       | BRA Bygg                     |
| Djurgårdens IF    | Per-Mathias Høgmo  | Andreas Johansson   | Adidas     | None                         |
| Gefle IF          | Per Olsson         | Daniel Bernhardsson | Umbro      | Sandvik                      |
| Halmstads BK      | Jens Gustafsson    | Stefan Selaković    | Puma       | Various                      |
| Helsingborgs IF   | Roar Hansen        | Pär Hansson         | Puma       | Resurs Bank                  |
| IF Brommapojkarna | Roberth Björknesjö | Pontus Segerström   | Adidas     | Dustin                       |
| IF Elfsborg       | Jörgen Lennartsson | Anders Svensson     | Umbro      | Various                      |
| IFK Göteborg      | Mikael Stahre      | Tobias Hysén        | Adidas     | Prioritet Finans             |
| IFK Norrköping    | Janne Andersson    | Mathias Florén      | Puma       | Holmen                       |
| Kalmar FF         | Nanne Bergstrand   | Henrik Rydström     | Puma       | Småländska Hjältevadshus     |
| Malmö FF          | Rikard Norling     | Jiloan Hamad        | Puma       | Rörläggaren                  |
| Mjällby AIF       | Anders Torstensson | Mattias Asper       | Umbro      | Stål & Rörmontage Sölvesborg |
| Syrianska FC      | Özcan Melkemichel2 | Suleyman Sleyman    | Nike       | Telge                        |
| Åtvidabergs FF    | Peter Swärdh       | Daniel Hallingström | Uhlsport   | Klädhuset Falerum            |
| Östers IF         | Andreas Thomsson   | Denis Velić         | Puma       | IST                          |

- 1 I følge hver enkelt klubs informationsside på det svenske fodboldforbunds hjemmeside for Allsvenskan.[6]
- 2 Syrianska FC's Özcan Melkemichel har titlen Manager mens Klebér Saarenpää har titlen Cheftræner. Holdudtagelsen foretages af Melkemichel.[7]

### Trænerændringer
| Hold            | Træner der stopper               | Hvorfor der stoppes            | Dato for stop    | Tabel     | Træner der starter                              | Dato for start   |
| --------------- | -------------------------------- | ------------------------------ | ---------------- | --------- | ----------------------------------------------- | ---------------- |
| Helsingborgs IF | Åge Hareide                      | Stoppet som midlertidig træner | 4. november 2012 | Præ-sæson | Roar Hansen                                     | 3. december 2012 |
| Åtvidabergs FF  | Andreas Thomsson                 | Fyret                          | 4. november 2012 | Præ-sæson | Peter Swärdh                                    | 9. november 2012 |
| Mjällby AIF     | Peter Swärdh                     | Skiftet til Åtvidabergs FF     | 5. november 2012 | Præ-sæson | Anders Torstensson                              | 7. december 2012 |
| Östers IF       | Roar Hansen                      | Skiftet til Helsingborgs IF    | 3. december 2012 | Præ-sæson | Andreas Thomsson                                | 3. december 2012 |
| Djurgårdens IF  | Magnus Pehrsson                  | Stoppet                        | 26. april 2013   | 16.       | Anders Johansson Martin Sundgren (midlertidigt) | 26. april 2013   |
| Djurgårdens IF  | Anders Johansson Martin Sundgren | Stoppet som midlertidig træner | 15. maj 2013     | 16.       | Per-Mathias Høgmo                               | 15. maj 2013     |

## Stilling
| Pos | Hold              | K  | V  | U | T  | Mf | Mi | +/- | P  | Kvalifikation eller Nedrykning                          |
| --- | ----------------- | -- | -- | - | -- | -- | -- | --- | -- | ------------------------------------------------------- |
| 1   | Helsingborgs IF   | 17 | 11 | 4 | 2  | 39 | 13 | +26 | 37 | UEFA Champions League 2014–15 Anden kvalifikationsrunde |
| 2   | Malmö FF          | 17 | 9  | 5 | 3  | 31 | 20 | +11 | 32 | UEFA Europa League 2014–15 Anden kvalifikationsrunde    |
| 3   | AIK               | 17 | 9  | 5 | 3  | 29 | 18 | +11 | 32 | UEFA Europa League 2014–15 Første kvalifikationsrunde   |
| 4   | IFK Göteborg      | 17 | 8  | 5 | 4  | 25 | 18 | +7  | 29 |                                                         |
| 5   | IF Elfsborg       | 17 | 7  | 7 | 3  | 30 | 16 | +14 | 28 |                                                         |
| 6   | Kalmar FF         | 17 | 7  | 7 | 3  | 21 | 14 | +7  | 28 |                                                         |
| 7   | Åtvidabergs FF    | 17 | 8  | 3 | 6  | 22 | 18 | +4  | 27 |                                                         |
| 8   | Mjällby AIF       | 17 | 7  | 4 | 6  | 29 | 24 | +5  | 25 |                                                         |
| 9   | IFK Norrköping    | 16 | 6  | 4 | 6  | 24 | 25 | −1  | 22 |                                                         |
| 10  | BK Häcken         | 17 | 6  | 2 | 9  | 21 | 26 | −5  | 20 |                                                         |
| 11  | Gefle IF          | 17 | 3  | 8 | 6  | 19 | 26 | −7  | 17 |                                                         |
| 12  | Djurgårdens IF    | 16 | 4  | 4 | 8  | 12 | 27 | −15 | 16 |                                                         |
| 13  | Halmstads BK      | 17 | 2  | 8 | 7  | 15 | 25 | −10 | 14 |                                                         |
| 14  | Östers IF         | 17 | 3  | 5 | 9  | 14 | 25 | −11 | 14 |                                                         |
| 15  | IF Brommapojkarna | 17 | 3  | 5 | 9  | 18 | 36 | −18 | 14 | Nedrykning til Superettan 2014                          |
| 16  | Syrianska FC      | 17 | 2  | 4 | 11 | 14 | 32 | −18 | 10 | Nedrykning til Superettan 2014                          |

Opdateret til og med 29 July 2013.
Kilde: svenskfotboll.se (svensk)
Regler for klassifikation: 
1) points; 2) målforskel; 3) antal mål scorede.
The 2013–14 Svenska Cupen winner qualifies for the 2014–15 UEFA Europa League second qualifying round.